# Caligrafía magrebí

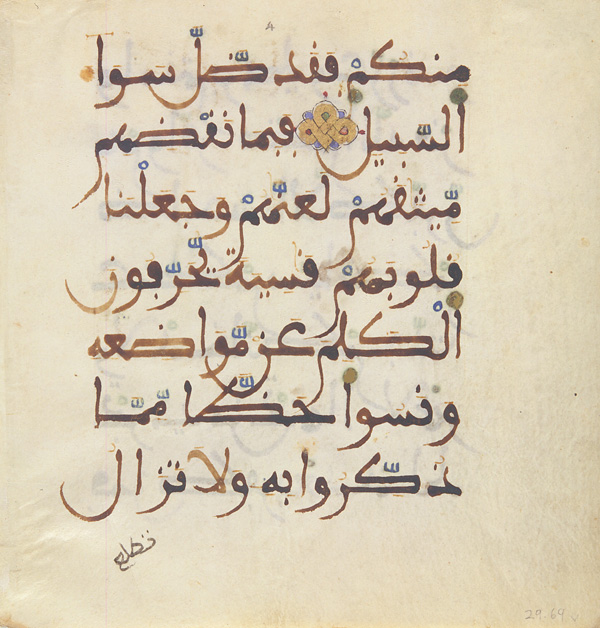
Sura 5.

La caligrafía magrebí es una variante de la caligrafía árabe que fue desarrollada por los escribas musulmanes del área africana del Magreb y al-Ándalus. Se usó exclusivamente para textos religiosos. Su estilo deriva de la caligrafía cúfica y se caracteriza por figuras redondeadas con un alargamiento extensión exagerado de los elementos horizontales, así como curvas abiertas finales en el asta descendente.

## Características
Se ejecuta con un cálamo diferente de los que se utilizan habitualmente, pues tiene una punta aguda similar a las de las plumas europeas. Por esta razón, tiene poco grosor en el trazo y este suele ser uniforme. Escapa a las reglas de proporción aplicadas en los demás estilos, por lo que concede una libertad de ejecución más grande.
A menudo los signos diacríticos se marcan en amarillo, azul, rojo, verde y a veces oro.